# Docodon
Docodon (significa 'diente haz') es un género extinto de mamífero omnívoro de la mitad de período Jurásico superior que vivió en América del Norte de aproximadamente 175,6 hasta 144 millones de años. Docodon probablemente habitaba los bosques y vivía en los árboles fuera del alcance de los depredadores. Pero si Docodon era un mamífero propiamente dicho es objeto de debate, y algunos sugieren que fue un terápsidos evolucionado (los llamados " reptiles parecidos a mamíferos).
Docodon tenía unos dientes complejos, lo que sugiere que tenían una dieta variada. Los patrones de la dentición de las cúspides molares son complejos y distintos y se parecen mucho a la de los mamíferos, pero Docodon y otros docodontes están solamente distantemente relacionados con los mamíferos actuales.
Fue descubierto por primera vez por Othniel Charles Marsh en 1880. Al igual que otros pequeños mamíferos tempranos se conoce sólo a partir los dientes fosilizados ya que el resto del cuerpo no se fosiliza fácilmente. Los fósiles de Docodon se encuentran más comúnmente en la zona de Black Hills en la Formación Morrison (zonas estratigráficas 2-6) y sugieren una posible preferencia de hábitat.
Su altura se estima en 10 centímetros, con una longitud de 4 pulgadas y un peso aproximado de 141 gramos. Un estudio de 2009 por J. R. Foster concluyó que era el mayor mamífero presente en esta formación.